# فيكس (فرقة موسيقية)
فيكس ((هانغل: 빅스); مشتق من Voice، Visual، Value in Excelsis) هي فرقة فتيان كورية جنوبية بستة أعضاء، تحت إدارة جليفيش إنترتينمنت. تم اختيار الاعضاء على برنامج الاقصاء الواقعي فيكس على قناة إمنتعام 2012. تعرف الفرقة بفرقة المفاهيم أو فرقة الاداءات نظرًا للمفاهيم المختلفة التي يقدمونها في كل مرة يصدرون أغنية جديدة ابتدأو بكونهم ابطال خارقين يجوبون العالم ثم اصبحوا شخصيات في لعبة مرورا بكونهم مصاصين دماء، دمى شعوذة، سايبورغ والكثير.

## ماضيهم وحاضرهم

### 2012-2013 الترسيم، Hyde و Voodoo
-قبل الترسيم كان كان عدد الاعضاء 10 بعد الاقصاء تم اختيار 6 من اصل 10 مشتركين في البرنامج مينت الواقعي مايدول. ظهرالاعضاء قبل ترسيمهم في عدة فيديوات موسيقيه كضيوف لفنانين تحت شركة جليفيش. إن، ليو، هونقبين، ورافي ظهروا في الفيديو الموسيقي لاغنية "Let This Die" لبراين جو.ظهر أربعة أعضاء في فيديوات سيو ان قوك الموسيقيه وهم: إن ليو ورافي في "shake it up" وهونقبين في "Tease me".
```
ترسموا فيكس مع السينقل "Super hero" بتاريخ 24 مايو 2012 على ام كاونت داون"M!count down".
```

أول اداء لهم في الخارج كان في اوتاكون في مؤتمر بالتمور بولاية ماريلاند بتاريخ 27 يوليو 2012.
في الرابع عشر من أغسطس اصدروا السنقل الثاني مع أغنية "Rock UR Body" بظهور دايسوم من سيستار في الفيديو الموسيقي.
فيكس كانوا جزء من حفل جليفيش الحي الأول في طوكيو اليابان بتاريخ 12 سبتمبر 2012, وايضا حضروا حفل كيكون 2012 في 13اوكتوبر. شاركوا في مشروع جليفيش الشتوي تحت اسم جيلي كريسماس 2012 مشروع القلب مع زملاء الشركة لي سوك هون بارك هيو شين سيو انقوك سونث سي كيونق، اصدرت الاغنية رقميا في الخامس من ديسمبر 2012.
في 6 يناير 2013 اصدرت أغنية «لا اريد ان اكون نجما/ Don't Want To Be an Idol» كإصدار مسبق للسنقل ألبوم اون اند اون، اصدرت الاغنية الرئيسية اون اند ون في 17 من يناير مع الألبوم.
أول البوم مصغر للفرقة «هايد/Hyde» مع أغنية رئيسية نفس الاسم، اصدر في 20 مايو 2013. في ألبوم معاد تجميعه تحت اسم «جاكيل/Jekyll» اصدر تاليا مع أغنية رئيسية "G.R.8.U" في 31 يوليو.
في شهري أكتوبر ونوفمبر اقاموا أول شوكيس حول العالم باسم"Milky Way Global Showcase" اقيم في كلٍ من كوريا الجنوبية، اليابان، إيطاليا، السويد، ماليزيا وأمريكا.
في 8 نوفمبر 2013 اصدرت أغنية "Only U" مع فيديو موسيقي لها كأصدار مسبق من الألبوم الكامل الأول «فودو». في 20 نوفمبر اصدرت الاغنية الرئيسية وفيديوها الموسيقي "VOODOODOL" وتلاها الألبوم الكامل في الخامس والعشرين من نوفمبر. في 6 ديسمبر حققوا فيكس فوزهم الأول على الإطلاق في ميوزك بانك بأغنية فودودول.
مع فناني وكالة جليفيش اصدروا فيكس الاغنية للكريسماس في العاشر من ديسمبر بعنوان «اعتراف الشتاء/ Winter Confession» واحتلت الاغنية الصدارة في مخطط انستز لاسبوعين على التوالي وايضا مخطط البيلبورد للكيبوب توب 100 ومخطط قاون.

### 2014-2015 Darkest Angels, Error, Boys' Record, VIXX LR وChained Up
```
في الخامس من مارس سنة 2014 اعلنت الوكالة ان فيكس سيحظون بعودة في منتصف أبريل أو اوائل شهر مايو، في 18 مايو اصدروا ألبومهم السينقل الرابع بعوان «الخلود/ Entirety» عن طريق الفان كافيه الرسمي للفرقة. في حين ان الإعلان التشويقي للفيديو الموسيقي اصدر في يوم 22 مايو. في 27 مايو كان الإصدار الرسمي للاغنية والفيديو الموسيقي والألبوم. 
```

في 19 من مايو اعلنت الوكالة عم ترسيم فيكس الياباني مع ألبوم كامل بعنوان "Darkest angels". في الثاني من يوليو احتل الألبوم المرتبة العاشرة لخمس اسابيع متتالية في مخطط Oricon وبيعت أكثر من 12 ألف نسخه من الألبوم. في 20 يونيو افصحوا فيكس عن حضورهم لحفل الكيكون في يومي 9 و10اغسطس وهذه مرتهم الثانية في حضور الحفل بعد حضورهم في 2012. فازو فيكس بجائزة أفضل تمثيل وأفضل مرئيات كان التصويت عن طريق نادي المعجبين. من يوليو حتى سبتمبر عقدت أول جولة لهم بعنوان VIXX Live Fantasia جولة Hex Sign في اليابان وعدة مناطق في أوروبا. في 25 سبتمبر 2014 افصحت الشركة عن قيام فيكس بعودة في الرابع عشر من شهر أكتوبر. وفي الرابع من أكتوبر كشفوا عن الاغنية الرئيسية وقائمة الاغاني في ألبومهم المصغر الثاني في موقعهم الرسمي. في 10 أكتوبر اصدرت الفرقة الإعلان التشويقي للفيديو الموسيقي "Error" وفي 14 أكتوبر اصدرت الاغنية والألبوم والفيديو الموسيقي. اصدرت الفرقة نسخة يابانية من "Error" و "Youth hurts"
2015 في 8 فبراير تلقوا فيكس دعوة لحضور حفل جوائز KKBox الذي اقيم في تايبيه ارينا. اصبحوا بذلك أول فرقه كورية على الإطلاق تتم دعوتها لحضور هذا الحفل. اصدر فيديو تشويقي ل "Love Equation" في 20 فبراير وفي يوم 24 فبراير اصدرو الفيديو الموسيقي مع "Boys' Record " وحققت الاغنية نجاحا باهرا فقد حازت على All-Kill على جميع البرامج الموسيقيه بالإضافة لحيازتهم التاج الثلاثي الأول لهم في The show. من مارس حتى مايو عقدت الفرقة جولتها الثانية VIXX Live Fantasia جولة Utopia في عدة دول تتضمن كوريا الجنوبية واليابان والفلبين وسينغافورا.
في 18 مارس 2015 دخلت الفرقة السوق الصينية والتايوانيه بإصدار "Destiny Love" كنسخه جديدة من أغنية هارلم يو تحمل نفس الاسم كجزء من "Boys' Record"اصدرت عن طريق Avex Taiwan والفيديو الموسيقي اصدر على قناة Avex Taiwan في اليوتيوب. وفي 7 يوليو اصدروا أول أغنية مترجمة للصينية وهي "Error".
في 2015 كان الظهور الأول للفرقة الفرعية الأولى وهي VIXX LR المكونه من العضوين ليو ورافي ترسموا بألبوم مصغر بأسم "Beautiful Liar " واصدر الألبوم مع الاغنية الرئيسية تحمل اسم الألبوم في 17 أغسطس 2015, وفي 29 أغسطس ظهروا فيكس على مخطط بيلبورد أشهر 50, محققين المركز 14 وصعدوا إلى المركز 14.
```
9 سبتمبر 2015 صنعوا فيكس عودتهم اليابانيه الثانية بالسينقل الياباني الثاني "Can't Say".في اواخر أكتوبر اعلنت الشركة عن عودة الفرقة بألبومهم الكامل الثاني في 10 نوفمبر. في أول يوم من شهر نوفمبر نشرت الشركة صور تشويقيه فردية للأعضاء على حساب الفرقة الرسمي في الفيسبوك وتويتر وصور جماعية لهم كذلك مع اسم الاغنية الجديدة "Chained up". صدرت الاغنية مع الألبوم في 10 نوفمبر. اعلنت شركة جليفيش وشركة CJ ان فيكس سعودون مع أول ألبوم ياباني كامل "Depend on me" بتاريخ 27 يناير 2016. وفي 15 ديسمبر 2015 اصدرت جليفيش جلي كريسماس 2015 المكون من ألبوم سينقل يضم أغنية "Love in The Air" وكان الفنانون المشاركين في الاغنية بالأضافة إلى فيكس هم: سيو انقوك والعضوة السابقة لفرقة جولري بارك جونغ آه وبارك يون ها. 
```

### 2016- Depend on me, Conception: Zelos, Hades, Kratos
في السابع من يناير اصدرت جليفيش مع فيكنور صور الغلاف التي سيتم استخدامها للثلاث النسخ من ألبوم فيكس الياباني الأول "Depend on me" بالأضافة إلى الفيديو التشويقي. في 18 يناير اصدروا فيكس التسجيل الصوتي الأول لهم تحت اسم "Alive" لصالح دراما مدرسة موريم واستخدمت كاغنية رئيسية للدرما، قد ابدى المشاهدين اعجابهم بها، حيث كانت هذه الاغنية مقدمة من فيكس لدعم العضو هونقبين الذي كان يلعب دورًا رئيسيًا في الدراما.في نفس اليوم اصدرت نسخة قصيرة من ألبومهم الياباني في اليابان. 27 يناير اصدر الألبوم مع الفيديو الموسيقي. احتلت "Depend on me" المركز الرابع في مخطط Oricon اليومي. وكخطوة ترويجيه اقاموا حدث مصافحة المعجبين وبث قصير في كلٍ من سابورو، كوبي، طوكيو، اوساكا، فوكوكا في الفترة 13-31 يناير. في الأول من فبراير اصدروا تسجيل صوتي ثان لصالح مدرسة موريم أيضا بعنوان "The King".
29 مارس 2016 اصدرت الوكالة الفيلم الفني للمفاهيم معلنةً بذلك عن المشروع الممتد على مدى سنة كاملة، من خلال هذا المشروع اظهرت الفرقة ألوانها الموسيقية ومفاهيمها الواسعه والتي تتمحور حول الآلهة اليونانية.
14 أبريل كان اليوم الذي كشفت فيه الفرقة عن أول أغنية من الشروع بفلم زيلوس مع قائمة الاغاني ولمحة بسيطة عن كل أغنية. 19 أبريل 2016 صدر الألبوم السينقل الخامس زيلوس، مع الاغنية الرئيسية "Dynamite" والفيديو الموسيقي اصدر في اليوم التالي. من أبريل حتى مايو فازوا خمس مرات مع تحقيق تاجهم الثلاثي الثاني في برنامج The Show. حققت داينامايت المركز الأول على مخطط قاون للمبيعات مع أكثر من 89 ألف نسخه مباعه في أبريل، واحتلت المركز 14 في مخطط قاون الرقمي والمركز الرابع في مخطط بيلبورد العالمي الرقمي.
في 29 يونيو 2016 اصدروا السنقل الثالث بعنوان "Hana-Kaze" وحقق الالبوم مبيعات تجاوزت 32 ألف نسخه مع المركز الثالث في مخطط Oricon للألبومات.
في 12 أغسطس اصدر السينقل السادس والجزء الثاني من ثلاثية المفاهيم 2016 خاصتهم باسم "Hades" مع أغنية رئيسية "Fantasy" اصدر الفيديو الموسيقي بعد يومين بتارخ 14 أغسطس مع مفهوم مظلم يشرح ويؤكد هاديس آلهة العالم السفلي في حضارة الإغريق، بعكس مفهومهم الأول الذي يتمحور حول زيليوس إله الغيرة والحماسة. في أغسطس وسبتمبر فازوا بالمركز الأول ثلاث مرات في البرامج الموسيقيه، وحقق الالبوم المركز الأول في مخطط قاون للألبومات بينما حققت "Fantasy" المركز 22 في مخطط قاون الرقمي والمركز الخامس في مخطط البيلبورد العالمي. حقق الألبوم مبيعات تجاوزت 97 ألف نسخه في شهر أغسطس.
أصدر آخر ألبوم في ثلاثية مفاهيم 2016 بتاريخ 31 أكتوبر تحت اسم "Kratos" مع أغنية رئيسية بعنوان "The closer". كما هو عنوان الألبوم، المفهوم الذي يدور حول الآلهة كراتوس المتجسد في القوة والطاقة العظيمة والحكم السادي والسلطة بكل اشكالها.
احتل كراتوس المركز الثاني في مخطط قاون للألبومات والمرتبة الخامسة في كلٍ من المخطط التايواني FIVE-Music الكوري-الياباني، ومخطط البيلبورد العالمي للألبومات. "The closer" احتلت المركز الثامن على مخطط قاون الرقمي والمركز 14 على مخطط البيلبورد العالمي الرسمي. حقق كراتوس مبيعات تجاوزت 57 ألف نسخه في أكتوبر.
في 21 نوفمبر 2016 اصدروا فيكس ألبومًا خاصًا معاد تجميعه للاحتفال بنهاية مشروع 2016 تحت اسم"VIXX 2016 Conception Ker" مع أغنية جديدة بعنوان "Milky Way " مع فيديو موسيقي صور برفقة معجبينهم. احتل الألبوم المركز الثاني في مخطط قاون للألبومات وبيعت 18 ألف نسخه منه في نوفمبر.
اشتركوا فيكس في مشروع جليفيش الشتوي جلي كريسماس 2016 مع زملاء شركتهم (سيو انقوك، بارك يون ها، بارك جونق آه، كيم قيو سن، كيم يي وون، جيول)اصدرت الاغنية الرئيسية "Falling" رقميًا في 13 ديسمبر 2016.

### 2017–الحاضر: Shangri-La, Eau de VIXX, Reincarnation, Walking
15 مايو كان يوم إصدار الألبوم الرابع المصغر "Shangri-La". كان جزء من ثلاث احتفالات معنونة بـ "VIXX V Festival" للاحتفال بذكرى الترسيم الخامسة. ابتدأت في 12 مايو بحفل يحمل اسم "VIXX Live Fantasia " واختتم بمعرض بعنوان "VIXX 0524". احتل الألبوم المركز الثانيفي مخطط قاون للألبومات، والمركز الثالث في المخطط التايواني FIVE-Music الكوري-الياباني للألبومات، والمركز الرابع في مخطط البيلبورد العالمي للألبومات. احتلت الاغنية الرئيسية "Shangri-La" المركز 13 في مخطط قاون الرقمي والمركز السادس في مخطط البيلبورد العالمي الرقمي للأغاني. في شهر مايو بيعت أكثر من 73 ألف نسخة من الألبوم. حضروا فيكس حفل الكيكون 2017 المقام في لوس انجلوس.
في 27 سبتمبر اصدرت أول قائمة اغاني مطولة يابانبة لفيكس بعنوان "Lalala Thank you for your love" تصدر الألبوم المركز الأول فور صدوره على مخطط Oricon اليومي للألبومات.
خلال برامج نهاية السنة MBC قايو ديجون استطاعت الفرقة جذب الانتباه مع اداء خاص بعنوان "Wind of Starlight" و "Shangri-La Remix", بقي الفيديو الخاص بالاداء على قائمة الأكثر رواجًا لأكثر من 24 ساعة على مخطط "Celebrity HOT Ranking" الخاص بالتلفزيون، وحاز على اكثرمن 3 ملايين مشاهدة حتى الآن، بسبب تلك الشعبية التي حققوها تلقو فرصة لعرض ادائهم مجددا على برنامج " Show! Music Core" في شهر يناير 2018. تم الإعلان بعد ذلك ان فيكس سيقومون بالأداء في مراسم افتتاح الحفل الثقافي الخاص بمؤتمر IOC الـ 132 في بيونتشانق الخامس من فبراير في مركز جانجونق للفنون.
في 17 أبريل 2018 اصدرت الفرقة ألبومها الكامل الثالث Eau de VIXX متضمنا ذلك أغنية رئيسية مستوحاة من الروائح باسم"Scentist".احتل الألبوم المركز الأول في مخطط قاون الاسبوعي للألبومات والثالث في مخطط البيلبورد العالمي للألبومات.
في 26 سبتمبر اصدرت الفرقة ألبومها الثالث الياباني "Reincarnation", يحوي الألبوم على 10 أغانٍ، من ضمنها أغانٍ من ألبوم "Eau de VIXX" مستعرضين بذلك فنهم في اظهار مفهوم آخر للعطور عن طريق الأغنية "Reincarnation" كتجسيد لزهرةٍ مقدر لها ان تزدهر.
كتعبير عن شكرهم للمعجبين لتشجيعهم قبل تجنيد عضوين منهم -إن وليو- اصدروا أغنية بعنوان "" يوم 1 فبراير بعد تأديتها في لقاء معجبيهم الخامس "V toy story"الذي كان في يوم 27 يناير.
في 24 مايو جدد كلٍ من ليو كين هونقبين وهيوك عقودهم مع الشركة أما رافي فقد جدد العقد الخاص بأنشطة فيكس والذي لا يشمل انشطته الخاصة والتي تتم ادارتها الآن بواسطة شركته الخاصة، وإن سيتناقش مع الشركة بخصوص عقدة بعد انهاء خدمته العسكرية الاجبارية.

## فنهم

### التصور الفني
شارك الاعضاء بقوة في ابتكار المفاهيم وألتزامهم بها في عروضهم الحية. علقت الفنانة الفلبينيهMicah Levin Isla قائلة«من الصعب حقا البقاء على هذا الجانب بالاخص مع هذا الهوس بالكيبوب، ولكن هناك شيء خاص ومثير بشأن فيكس فموسيقاهم وجاذبيتهم لها تأثير طويل الأمد» عززوا فيكس بقولهم«مكانة في الجانب المسرحي من الكيبوب» مع عروض تحمل قصة تم وضعها بعناية والمحافظة عليها. في إحدى ترويجاتهم كتب عنهم الصحفي بارك جونق سن «عروضهم الحية المقدمة كسرت تصورات الناس اتجاه الفنانين، حيث ان فيكس يقدمون عروضًا اشبه بمسرحيات موسيقيه خارجه عن المفهوم المعتاد للعروض التي يقدمها الفنانون، فيكس يقودون معجبهم نحو المدينة الفاضلة التي بنوها»

### كلمات الأغاني ونوع الموسيقى
مع الاصدارات العديدة لهم، تناولو عدة مواضيع منها الامل، الأحلام، الوقوع بالحب بجنون حتى مع الألم، مثل أغنيتهم "On&On" التي تترجم حرفيا من الكورية إلى «انا مستعد لتلقي الألم»,"Voodoo Doll" و"Chained up", والانفصال في "Love Equation"و "Don't Want to Be An Idol", بشكل عام أغانٍ حزينه أو مظلمة أو الهوس والجنون الموجود في "Hyde" و "G.R.8.U", الانهيار العاطفي في "Error" والحب الذي لا يخضع لقوانين الزمن في"Eternity". اغلب اغانيهم ان لم تكن كلها تحكي عن مشاعر البشر العميقه والخالصة. كل عضو في فيكس مشترك في خلق المفاهيم واخراجها بالشكل المبهر التي هي عليه. اغلب الاعضاء يشاركون بصنع موسيقاهم، رافي وليو وهيوك ومؤخرا إن وكين يشاركون في كتابة الكلمات وتلحينها.

## مؤلفاتهم
الصفحة الرئيسية: فيكس Discography

## برامجهم
صفحة برامجهم الرئيسية:
Reality TV Shows
- VIXX TV (2012–present; يوتيوب)
- فيكس (2012; Mnet)
- VIXX's MTV Diary (2012; إس بي إس إم تي في)
- Plan V Diary (2013; إس بي إس إم تي في)
- VIXX File (2013; إمنت)
- VIXX's One Fine Day (2015; إم بي سي ميوزيك)
- Project VIXX ~Invaders from Space~ (2016; تلفزيون فوجي)
- Project VIXX 2 ~Invaders from Space Return~ (2016; تلفزيون فوجي)
- ASIA LOVED BY VIXX (2017; skyTravel)
- Project VIXX 3 ~Invaders from Space~ (2017; تلفزيون فوجي)
- Project VIXX 4 ~Invaders from Space~ (2017; تلفزيون فوجي)
- Today is the Best (2019; U+ Idol Live)

## حفلاتهم وجولاتهم

### الجولات الرئيسية
- VIXX Global Showcase - The Milky Way (2013)
- VIXX Live Fantasia – HEX SIGN (2014)
- VIXX Live Fantasia – UTOPIA (2015)
- VIXX Live Fantasia – ELYSIUM (2016)
- VIXX Live Fantasia – 백일몽 (Daydream) (2017)
- VIXX Live - Lost Fantasia (2018)
- VIXX Live - VTOYSTORY (2019)

### جولاتهم اليابانية
- VIXX Japan Live Tour - Depend On (2016)[2]

## مشارع أخرى
في 2012 كانوا فيكس سفراء النوايا الحسنة لـThe Salvation Army
في نوفمبر كانوا سفراء لـ "Eye Camp Expedition," مع فرقة بويز ربيبلك. انضموا فيكس مع المتطوعين في فيتنام واذيع ذلك على قناة SBS MTV في اربع حلقات على برنامج واقعي. وفي 2014 اصبحوا سفراء في the Korea & Korean brand Commodities Fair (KBEE) في ساوباولو البرازيل.
في 2015 ساعدوا فيكس دايهوان بحضور حفلهم VIXX Live Fantasia – Utopia, دايهوان هي معجبة بالفرقة ومصابه بسوء التغذية العضلي، بدأت القصة عندما غردت والدة دايهوان لفيكس عبر تويتر تم التبرع لها للذهاب والعودة للحفل وتوفير سرير لها أيضا بضمان راحتها.

### الرياضة
في شتاء 2018 تم تعيين ان وليو لحمل الشعلة الخاصة بدورة الالعاب الأولمبية، حمل إن الشعلة بتاريخ 15 يناير 2018 وليو بتاريخ 13 يناير 2018.

## الفرقة الفرعية
الصفحة: فيكس LR

## الجوائز والترشيحات
الصفحة: الجوائز والترشيحات

## روابط خارجية
- فيكس (فرقة موسيقية) على موقع ميوزك برينز (الإنجليزية)
- فيكس (فرقة موسيقية) على موقع ديسكوغز (الإنجليزية)
- الموقع بكس الرسمي كوريا
- الموقع بكس الرسمي اليابان